# 坎奇斯科查湖 (聖佩德羅德卡哈斯區)
11°6′7.5″S 75°49′30″W / 11.102083°S 75.82500°W
坎奇斯科查湖（Qanchisqucha），是秘魯的湖泊群，位於該國中部胡寧大區，由塔爾馬省的聖佩德羅德卡哈斯區負責管轄，由7座湖泊組成，處於奧爾孔蓬塔山以東。